# Projekt 636
Das Projekt 636 Warschawjanka (russisch Варшавянка), von der NATO Improved Kilo oder Kilo-II-Klasse genannt, ist eine russische Klasse dieselelektrischer Jagd-U-Boote. Die U-Boot-Klasse Projekt 636 ist eine Weiterentwicklung der Klasse Projekt 877.

## Geschichte

### Vorläuferklasse

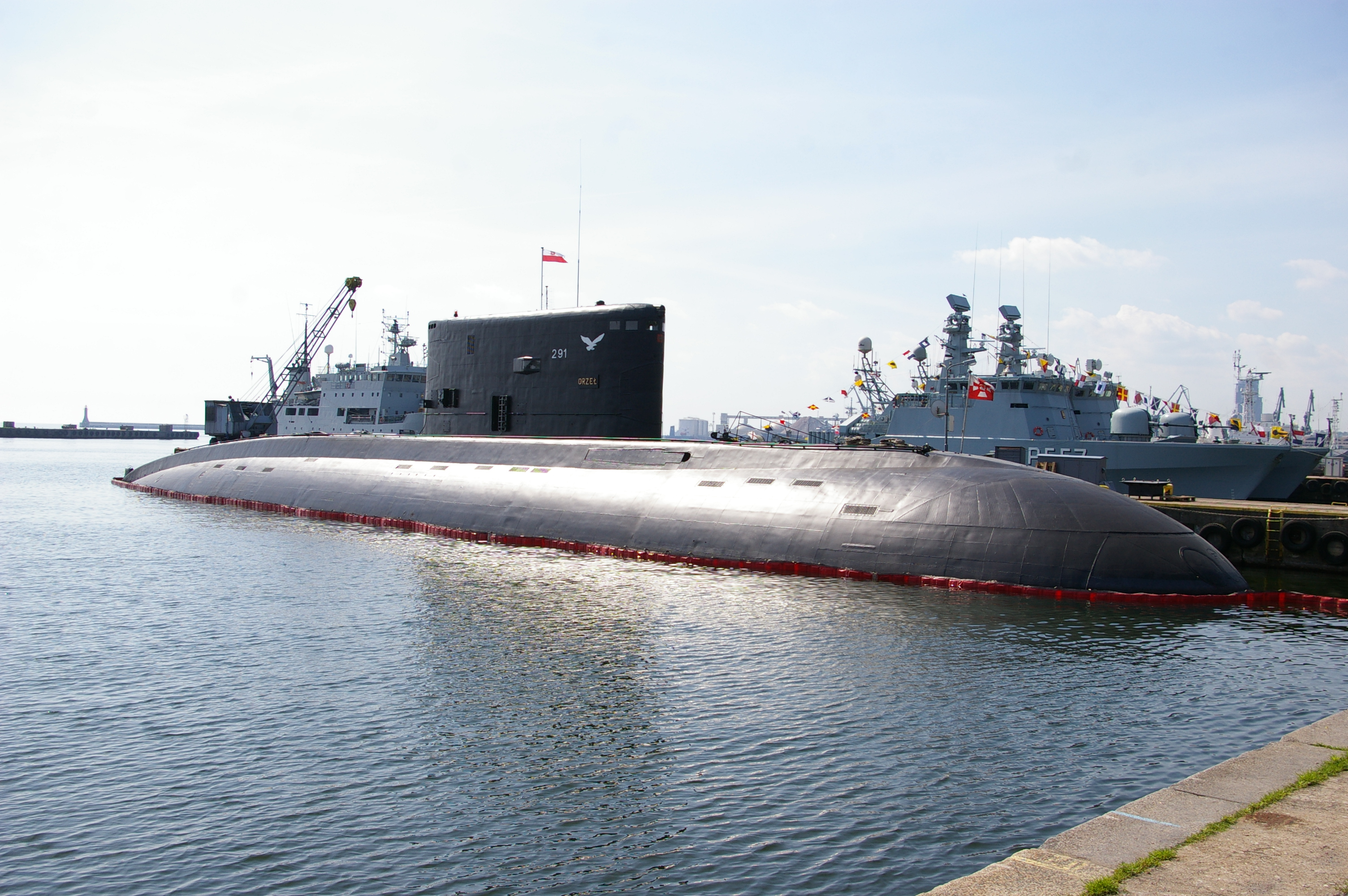
Exportboot ORP Orzeł der Vorläuferklasse

Die Klasse Projekt 877, von der NATO mit dem Codenamen Kilo- oder Kilo-I-Klasse bezeichnet, wurde in den 1980er-Jahren entwickelt. Boote dieses konventionell, also nicht-atomar angetriebenen Bautyps wurden an sieben ausländische Marinen verkauft, beginnend 1985 mit je einem Boot für die polnischen und die rumänischen Seestreitkräfte. Die Bootsklasse wurde über die Jahre hinsichtlich der Ausrüstung und Fähigkeiten, insbesondere bei Sonar, einsetzbaren Torpedos und Start von Seeflugkörpern, weiterentwickelt, und seit Ende der 1990er-Jahre verfügt die indische Marine als Exportkunde über die leistungsfähigsten Einheiten dieses Bootstyps, der dort als Sindhughosh-Klasse bezeichnet wird.

### Anlass zur Entwicklung

Zeichnung des Projektes 636

Im Jahr 1996 bestellte die chinesische Marine als Erstkunde zwei U-Boote, die gegenüber der Klasse Projekt 877 folgende Verbesserungen aufweisen sollten:
- geringfügig länger (2 × 600 mm)
- höhere Unterwassergeschwindigkeit
- größere Reichweite im Dieselbetrieb
- reduzierte Schallabstrahlung, u. a. Antrieb auf Schockabsorber montiert
- verbesserte elektronische Komponenten
- verbesserte Sensoren (u. a. MGK-400EM-Sonar anstatt MGK-400-„Rubikon“-Sonar; wie schon bei den indischen Booten der Vorläuferklasse)

## Technik
Projekt 636 ist eine konventionell angetriebene U-Boot-Klasse mit demselben Einsatzspektrum wie die Vorgängerklasse Projekt 877. Hierzu zählt insbesondere die Bekämpfung von U-Booten und Überwasserschiffen, das Minenlegen sowie Patrouillen- und Überwachungsaufgaben. Hinzu kommt bei den Booten des Bautyps 636.3 die Fähigkeit, Seeflugkörper zu starten.

### Rumpf
Die Rumpfkonzeption entspricht der Vorläuferklasse. Auch Projekt 636 hat einen tropfenförmigen Rumpf, der als Zweihüllenrumpf ausgeführt ist. Dieses Design erhöht die Unterwassergeschwindigkeit und senkt den Geräuschpegel. Dabei ist die innere Hülle, die in sechs wasserdichte Abteilungen unterteilt ist, der Druckkörper, während sich zwischen Innen- und Außenhülle die Wassertanks zur Regulierung des Auftriebs befinden. Wie bereits bei Projekt 641B ist die gesamte Außenhaut mit einer Gummischicht überzogen, welche die Ortbarkeit durch Sonar reduzieren soll. Am Heck befindet sich ein T-förmiges Leitwerk mit einem nach unten gerichteten Seitenruder sowie einem quer dazu liegenden Tiefenruder. Zwei weitere Tiefenruder können vor dem Turm ausgefahren werden.

### Antrieb
Das Boot verfügt über einen konventionellen, also nicht-atomaren Antrieb. Ein Siebenblattpropeller wird von einem 5.370 PS (3.950 kW) leistenden Elektromotor angetrieben. Dieser wird bei Unterwasserfahrt von den Batterien (je 120 Zellen im Bug und der Zentrale), bei Schnorchel- oder Überwasserfahrt von zwei Dieselmotoren mit angeschlossenen Generatoren gespeist.
Für Schleichfahrt ist ein separater Elektromotor mit geringerer Leistung vorhanden.

### Bewaffnung
Die Bewaffnung besteht aus sechs Torpedorohren vom Standardkaliber 533 mm, welche in zwei Reihen von je drei übereinander liegenden Rohren im Bug angeordnet sind. Zusätzlich zu den sechs vorgeladenen Torpedos können zwölf weitere Torpedos mitgeführt werden, was insgesamt 18 Waffen ergibt. Eine automatische Schnellladevorrichtung kann binnen fünf Minuten nachladen, z. T. ist auch von nur 15 Sekunden die Rede. Alternativ können bis zu 24 Seeminen an Bord genommen werden, die ebenfalls durch die Torpedorohre ausgestoßen werden. Die Boote sind in der Lage, durch zwei der Rohre drahtgelenkte Torpedos einzusetzen. Insofern ist die Bewaffnung wie bei Projekt 877M.
Die 2010 mit der Einführung in der russischen Marine aufgerüstete Variante 636.3 kann zudem Kalibr-Marschflugkörper starten. Von diesen ebenfalls durch die Torpedorohre ausgestoßenen Waffen können vier Stück an Bord genommen werden. China rüstete seine Boote ähnlich auf, jedoch für chinesische Flugkörper.
Die Waffen werden von einer modernen Feuerleitanlage gesteuert.
Zur Luftabwehr dienen See-Luft-Raketen des Typs Strela-3 bzw. Igla-M. Die Boote verfügen außerdem über eine Anlage für elektronische Schutzmaßnahmen.

## Nutzer
Die Boote wurden fast sämtlich von der Admiralitätswerft Sankt Petersburg gebaut. Lediglich zwei, an China gelieferte Boote entstanden bei der Sewmasch-Werft in Sewerodwinsk.

### Russland

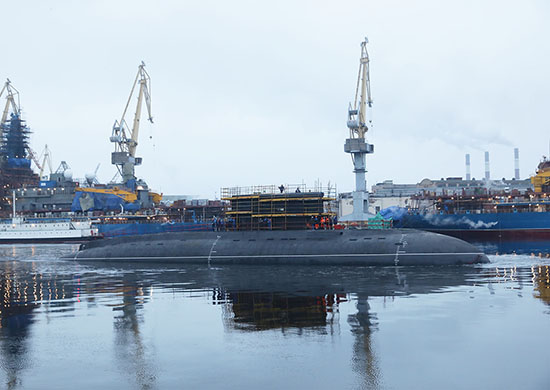
U-Boot Magadan bei Anlegeversuchen

Aufgrund der Verzögerungen beim Bau des Projektes 677 (Lada-Klasse) bestellte die russische Marine als Übergangslösung sechs (nach anderen Angaben sieben) Boote für die Schwarzmeerflotte. Diese Bauweise wird als Klasse Projekt 636.3 bezeichnet. Das erste Boot, die Noworossijsk (B-261), wurden im August 2010 auf Kiel gelegt und stach im Mai 2014 zu Testfahrten in See. Am 22. August 2014 wurde es in Dienst gestellt. Der Bau der drei folgenden Boote Rostow-na-Donu (B-237), Stary Oskol (B-262) und Krasnodar (B-265) begann im November 2011 bzw. im August 2012 und Februar 2014.
Aus den Booten wurde eine neue U-Boot-Brigade der Schwarzmeerflotte gebildet, die in Noworossijsk und in Sewastopol auf der Krim stationiert wurden.
Im September 2016 bestellte die Russische Marine weitere sechs Boote dieses Typs für die Pazifikflotte. Davon wurden zwei im Juli 2017 auf Kiel gelegt und sollen 2019 in Dienst gestellt werden.

### Volksrepublik China
Im Jahr 2002 stockte die chinesische Marine ihre Flotte um weitere acht Boote im Wert von rund 1,5 bis 1,6 Milliarden US-Dollar auf, die bis 2006 ausgeliefert wurden. Die chinesischen Boote werden als Projekt 636M klassifiziert. Die Fähigkeit, Kalibr-Seeflugkörper zu starten, wurde für Projekt 636 erst später, nämlich mit der Version 636.3 eingeführt, jedoch hat die chinesische Marine mittlerweile eigene Seeflugkörper vom Typ YJ-18 entwickelt, die von den chinesischen Booten aus gestartet werden können.

### Algerien
Mitte 2006 bestellte Algerien zwei Boote des Projekt 636, welche im Jahr 2009 an die algerische Marine geliefert wurden. 2012 folgte eine Order für zwei weitere Boote. Das erste Boot dieser Nachbestellungen wurde im Oktober 2018 von der algerischen Marine übernommen, das zweite folgte 2019, so dass die algerische Marine nun über vier Boote verfügt, die die Namen Messali el Hadj, Akram Pacha, El Ouarsenis und El Hoggar tragen.

### Vietnam
Als bislang letzter Kunde konnte die vietnamesische Marine gewonnen werden, die im Dezember 2009 einen Kaufvertrag über sechs Boote unterschrieb. Die Boote werden der Klasse Projekt 636M bzw. 636.1 zugerechnet. bezeichnet. Im November 2013 wurde als erstes Boot die HQ 182 Hanoi übergeben. Es wurde zusammen mit der HQ 183 Ho Chi Minh City im April 2014 in Dienst gestellt. Die HQ 184 Haiphong traf im Januar 2015 in Vietnam ein, die restlichen Boote sollen bis 2016 folgen. Der Vertrag hat einen Wert von 2,1 Milliarden US-$.
Russland soll Vietnam beim Aufbau der nötigen Infrastruktur und dem Training der Besatzungen unterstützen.

### Interessenten

#### Indonesien
Russland bot Boote des Projektes 636 für die indonesische U-Boot-Ausschreibung des Jahres 2011 an, wurde aber vom Verfahren ausgeschlossen, weil die Boote „zu groß für einen Inselstaat“ seien. Im Wettbewerb blieben Frankreich mit der Scorpène-Klasse, Deutschland mit der Klasse 209 und Südkorea mit der Chang-Bogo-Klasse, einem Lizenzbau der Klasse 209. Indonesien entschied sich schließlich für die Chang-Bogo-Klasse.

#### Philippinen
Die philippinische Marine wollte (Stand 2018) bis 2022 mindestens zwei U-Boote beschaffen und verhandelte dazu mit Russland einen Entwurf eines Memorandum of understanding. Es kam keine Lieferung zustande.

#### Venezuela
Russland verhandelte ab 2008 mit Venezuela über den Verkauf von zunächst drei, später sechs U-Booten. Es kam kein Verkauf zustande. Nach Angaben der Nachrichtenagentur RIA Novosti trat Venezuela nach einem Treffen des venezolanischen Präsidenten Chávez mit US-Präsident Obama im April 2009 von den Verhandlungen zurück und die für Venezuela vorgesehenen Boote wurden an Vietnam verkauft.

### Einheiten
| Betreiber           | Seriennummer | #      | Name                       | Werft                              | Projekt      | Kiellegung    | Stapellauf    | Indienststellung | Flotte            | Status                                            |
| ------------------- | ------------ | ------ | -------------------------- | ---------------------------------- | ------------ | ------------- | ------------- | ---------------- | ----------------- | ------------------------------------------------- |
| Volksrepublik China | 01616        | 366    | Yuan Sheng 66 Hao          | Admiralitätswerft Sankt Petersburg | 636          | 16. Juli 1996 | 26. Apr. 1997 | 26. Aug. 1997    | Ostflotte         | aktiv (Stand 2006)                                |
| Volksrepublik China | 01327        | 367    | Yuan Sheng 67 Hao          | Admiralitätswerft Sankt Petersburg | 636          | 28. Aug. 1997 | 18. Juni 1998 | 25. Okt. 1998    | Ostflotte         | aktiv (Stand 2006)                                |
| Volksrepublik China | 01329        | 368    | Yuan Sheng 68 Hao          | Sewmasch Sewerodwinsk              | 636M         | 18. Okt. 2002 | 27. Mai 2004  | 20. Okt. 2004    |                   | aktiv (Stand 2006)                                |
| Volksrepublik China | 01330        | 369    | Yuan Sheng 69 Hao          | Sewmasch Sewerodwinsk              | 636M         | 18. Okt. 2002 | 19. Aug. 2004 | 2005             |                   | aktiv (Stand 2006)                                |
| Volksrepublik China | 01331        | 370    | Yuan Sheng 70 Hao          | Admiralitätswerft Sankt Petersburg | 636M         | 2004          | Mai 2005      | 2005             |                   | aktiv (Stand 2006)                                |
| Volksrepublik China | 01332        | 371    | Yuan Sheng 71 Hao          | Admiralitätswerft Sankt Petersburg | 636M         | 2004          | 2005          | 2005             |                   | aktiv (Stand 2006)                                |
| Volksrepublik China | 01333        | 372    | Yuan Sheng 72 Hao          | Admiralitätswerft Sankt Petersburg | 636M         | 2005          | 2005          | 2006             |                   | aktiv (Stand 2006)                                |
| Volksrepublik China | 01611        | 373    | Yuan Sheng 73 Hao          | Krasnoje Sormowo Nischni Nowgorod  | 636M         | Juli 1992     | 8. Mai 2004   | 5. Aug. 2005     |                   | aktiv (Stand 2007)                                |
| Volksrepublik China | 01701        | 374    | Yuan Sheng 74 Hao          | Sewmasch Sewerodwinsk              | 636M         | 29. Mai 2003  | 21. Mai 2005  | 30. Dez. 2005    |                   | aktiv (Stand 2006)                                |
| Volksrepublik China | 01702        | 375    | Yuan Sheng 75 Hao          | Sewmasch Sewerodwinsk              | 636M         | 29. Mai 2003  | 14. Juli 2005 | 30. Dez. 2005    |                   | aktiv (Stand 2006)                                |
| Algerien            | 01336        | 21     | Messali el Hadj            | Admiralitätswerft Sankt Petersburg | 636M         | 2006          | 20. Nov. 2008 | 28. Aug. 2009    |                   | aktiv                                             |
| Algerien            | 01337        | 22     | Akram Pascha               | Admiralitätswerft Sankt Petersburg | 636M         | 2007          | 9. Apr. 2009  | 29. Okt. 2009    |                   | aktiv                                             |
| Algerien            | 01346        | 31     | El Ouarsenis               | Admiralitätswerft Sankt Petersburg | 636M (636.1) | 2015          | März 2017     | 2. Okt. 2018     |                   | aktiv                                             |
| Algerien            | ?            | 32     | El Hoggar                  | Admiralitätswerft Sankt Petersburg | 636M (636.1) | 2015          | ?             | ?                |                   | aktiv                                             |
| Russland            | 01670        | B-261  | Noworossijsk               | Admiralitätswerft Sankt Petersburg | 636.3        | 20. Aug. 2010 | 28. Nov. 2013 | 22. Aug. 2014    | Schwarzmeerflotte | aktiv                                             |
| Russland            | 01671        | B-237  | Rostow-na-Donu             | Admiralitätswerft Sankt Petersburg | 636.3        | 21. Nov. 2011 | 26. Juni 2014 | Dez. 2015        | Schwarzmeerflotte | beschädigt am 13. Sept. 2023 durch Raketenangriff |
| Russland            | 01672        | B-262  | Stary Oskol                | Admiralitätswerft Sankt Petersburg | 636.3        | 17. Aug. 2012 | 28. Aug. 2014 | Juli 2015        | Schwarzmeerflotte | aktiv (Stand Juli 2015)                           |
| Russland            | 01673?       | B-268  | Weliki Nowgorod            | Admiralitätswerft Sankt Petersburg | 636.3        | 30. Okt. 2014 | 18. März 2016 | 26. Okt. 2016    | Schwarzmeerflotte | aktiv (Stand 2016)                                |
| Russland            | 01674?       | B-265  | Krasnodar                  | Admiralitätswerft Sankt Petersburg | 636.3        | 20. Feb. 2014 | 27. Apr. 2015 | 5. Nov. 2015     | Schwarzmeerflotte | aktiv (Stand 2017)                                |
| Russland            | 01675?       | B-271  | Kolpino                    | Admiralitätswerft Sankt Petersburg | 636.3        | 30. Okt. 2014 | 31. Mai 2016  | 24. Nov. 2016    |                   | aktiv (Stand 2016)                                |
| Russland            |              | B-274  | Petropawlowsk-Kamtschatski |                                    | 636.3        |               | 28. März 2019 | 25. Nov. 2019    | Pazifikflotte     | aktiv                                             |
| Russland            |              | B-603  | Wolchow                    |                                    | 636.3        |               | 26. Dez. 2019 | 24. Okt. 2020    | Pazifikflotte     | aktiv                                             |
| Russland            |              | B-602  | Magadan                    |                                    | 636.3        |               | 26. März 2021 | 12. Okt. 2021    | Pazifikflotte     | aktiv                                             |
| Russland            |              | B-588  | Ufa                        |                                    | 636.3        |               | 31. März 2022 | 16. Nov. 2022    | Pazifikflotte     | aktiv                                             |
| Russland            |              | B-608  | Moschaisk bzw. Mozhaisk    |                                    | 636.3        | 23. Aug. 2021 | 27. Apr. 2023 | 28. Nov. 2023    | Pazifikflotte     | aktiv                                             |
| Russland            |              |        | Jakutsk bzw. Yakutsk       |                                    | 636.3        | 23. Aug. 2021 | 11. Okt. 2024 |                  | Pazifikflotte     |                                                   |
| Vietnam             | 01339        | HQ-182 | Hà Nội                     | Admiralitätswerft Sankt Petersburg | 636M (636.1) | 25. Aug. 2010 | 28. Aug. 2012 | 2013             |                   | ausgeliefert                                      |
| Vietnam             | 01340        | HQ-183 | Hồ-Chí-Minh-Stadt          | Admiralitätswerft Sankt Petersburg | 636M (636.1) | 28. Sep. 2011 | 28. Dez. 2012 | 2014             |                   | bestellt                                          |
| Vietnam             | 01341        | HQ-184 | Hải Phòng                  | Admiralitätswerft Sankt Petersburg | 636M (636.1) |               | Aug. 2013     | 2015             |                   | bestellt                                          |
| Vietnam             | 01342        | HQ-185 | Đà Nẵng                    | Admiralitätswerft Sankt Petersburg | 636M (636.1) | 2013          |               | 2016             |                   | bestellt                                          |
| Vietnam             | 01343        | HQ-186 | Khánh Hòa                  | Admiralitätswerft Sankt Petersburg | 636M (636.1) |               |               | 2017             |                   | bestellt                                          |
| Vietnam             | 01344        | HQ-187 | Bà Rịa-Vũng Tàu            | Admiralitätswerft Sankt Petersburg | 636M         |               |               | 2018             |                   | bestellt                                          |

## Einsätze
Am 8. Dezember 2015 feuerte das russische U-Boot Rostow-na-Donu aus dem östlichen Mittelmeer mehrere Kalibr-Marschflugkörper gegen Ziele der Terrororganisation Islamischer Staat (IS) in Syrien.
Am 31. Mai 2017 startete die Krasnodar aus dem Mittelmeer zwei Kalibr-Marschflugkörper gegen IS-Ziele bei Palmyra.
Seit Beginn des russischen Überfalls auf die Ukraine feuerten die im Schwarzen Meer stationierten U-Boote des Projekts 636.3 in großem Umfang Kalibr-Marschflugkörper auf die Ukraine ab.
Am 13. September 2023 wurde die Rostow-na-Donu (B-237), die sich zu diesem Zeitpunkt in einem Trockendock in Sewastopol befand, zusammen mit dem Landungsboot Minsk der Ropucha-Klasse durch einen ukrainischen Raketenangriff so schwer beschädigt, dass von ihrer Zerstörung auszugehen ist. Nach ukrainischen Angaben gelang es den eigenen Streitkräften, bei einem Raketenangriff auf den Hafen von Sewastopol am 3. August 2024 die Rostow-na-Donu zu versenken.